# Tireurs d'élite (Henderson's Boys)
Pour les articles homonymes, voir Tireur d'élite.
Tireurs d'élite est le sixième tome de la série pour jeunesse Henderson's Boys écrite par Robert Muchamore. Il est sorti le 1er novembre 2012 en Angleterre, puis en France le 2 octobre 2013.

## Résumé et intrigue
L'histoire se déroule en juillet et août 1943. Juin 1943, lorsque la guerre commence à sembler perdue pour l’Allemagne et le Japon. Hitler ordonne le développement secret d'une nouvelle arme dévastatrice, qui pourrait faire tourner la guerre en sa faveur. Un an après la capture de Marc Kilgour, l’équipe d’Henderson est enfin réunifiée et part à la chasse de cette arme secrète dont le centre de recherche se trouve quelque part en France. Leur plan : faire sauter cette base, mais les alliés veulent aussi mettre la main sur la technologie d’Hitler. L’équipe d’Henderson doit être formée pour devenir de vrais tireurs d’élite et terminer leur dernière mission avec une précision chirurgicale.